# Lijst van voormalige windmolens in Zuid-Holland
Dit is een lijst van voormalige windmolens in de Nederlandse provincie Zuid-Holland. 
| Naam                                          | Plaats                   | Gemeente           | Provincie    | Type molen            | Functie            | Zichtbare restanten                | Huidig gebruik   | Foto |
| --------------------------------------------- | ------------------------ | ------------------ | ------------ | --------------------- | ------------------ | ---------------------------------- | ---------------- | ---- |
| Aalsmeerse molen                              | Moerkapelle              | Zuidplas           | Zuid-Holland | grondzeiler           | poldermolen        | romp                               | woning           |      |
| Berkenwoudse ondermolen                       | Ouderkerk aan den IJssel | Krimpenerwaard     | Zuid-Holland | grondzeiler           | poldermolen        | fundamenten                        |                  |      |
| Berkousche Molen                              | Ouderkerk aan den IJssel | Krimpenerwaard     | Zuid-Holland | grondzeiler           | poldermolen        | romp                               |                  |      |
| Boezemmolen 2 van de Bleiswijkse Droogmakerij | Bleiswijk                | Lansingerland      | Zuid-Holland | achtkante bovenkruier | poldermolen        | in 1915 deels gesloopt             | afgeknotte romp  |      |
| Boezemmolen 5 van de Bleiswijkse Droogmakerij | Bleiswijk                | Lansingerland      | Zuid-Holland | achtkante bovenkruier | poldermolen        | in 1936 deels gesloopt             | afgeknotte romp  |      |
| Boontjesmolen / Oude Veenmolen                | Den Haag                 | Den Haag           | Zuid-Holland | grondzeiler           | poldermolen        | verdwenen                          | nvt              |      |
| Broekslootmolen                               | Rijswijk                 | Rijswijk           | Zuid-Holland | grondzeiler           | poldermolen        | verdwenen                          | nvt              |      |
| Duyvelsgatmolen                               | Delft                    | Delft              | Zuid-Holland | torenmolen            | poldermolen        | verdwenen                          | nvt              |      |
| Het Fortuin (Rijswijk)                        | Rijswijk                 |                    | Zuid-Holland | snuifmolen            | stellingmolen      | verdwenen                          | nvt              |      |
| Geervlietsche Molen                           | Heenvliet                | Nissewaard         | Zuid-Holland | poldermolen           | grondzeiler        | restant                            | woonhuis         |      |
| Gijbelandse Molen                             | Bleskensgraaf            | Molenwaard         | Zuid-Holland | poldermolen           | wipmolen           | ondertoren                         | woonhuis         |      |
| De Graankorrel                                | Delfshaven               | Rotterdam          | Zuid-Holland | stellingmolen         | moutmolen          | romp                               | onbekend         |      |
| Grote Molen                                   | Maasland                 | Midden-Delfland    | Zuid-Holland | grondzeiler           | poldermolen        | deel van romp                      | gemaal           |      |
| Hoefpoldermolen                               | De Lier                  | Westland           | Zuid-Holland | achtkante bovenkruier | poldermolen        | in 1928 gesloopt                   | verdwenen        |      |
| Hoge Tiendwegse Molen                         | Streefkerk               | Molenwaard         | Zuid-Holland | wipmolen              | poldermolen        | in 1962 afgebrand                  | mogelijk herbouw |      |
| De Hoop                                       | Overschie                | Rotterdam          | Zuid-Holland | stellingmolen         | korenmolen         | romp                               | kantoorruimte    |      |
| Landzicht                                     | Heerjansdam              | Zwijndrecht        | Zuid-Holland |                       | korenmolen         | romp                               |                  |      |
| Landzicht                                     | Numansdorp               | Cromstrijen        | Zuid-Holland | stellingmolen         | korenmolen         | romp                               |                  |      |
| Molen nummer 1                                | Moerkapelle              | Zuidplas           | Zuid-Holland | grondzeiler           | poldermolen        | romp                               | woning           |      |
| Molen nummer 2                                | Moerkapelle              | Zuidplas           | Zuid-Holland | grondzeiler           | poldermolen        | romp                               | woning           |      |
| Molen nummer 3                                | Moerkapelle              | Zuidplas           | Zuid-Holland | grondzeiler           | poldermolen        | romp                               | woning           |      |
| Molen nummer 4                                | Moerkapelle              | Zuidplas           | Zuid-Holland | grondzeiler           | poldermolen        | romp                               | woning           |      |
| Molen de Oorsprong                            | Moerkapelle              | Zuidplas           | Zuid-Holland | wipmolen              | poldermolen        | romp                               | woning           |      |
| Molen de Platluis                             | Moerkapelle              | Zuidplas           | Zuid-Holland | grondzeiler           | poldermolen        | romp                               | woning           |      |
| Molen van Hol                                 | Haastrecht               | Krimpenerwaard     | Zuid-Holland | wipmolen              | poldermolen        | ondertoren                         |                  |      |
| Molen van Speelman                            | Sassenheim               | Teylingen          | Zuid-Holland | stellingmolen         | korenmolen         | romp                               | woning           |      |
| Molen van Van der Hoeven                      | Pijnacker                | Pijnacker-Nootdorp | Zuid-Holland | achtkante bovenkruier | poldermolen        | in 1918 deels gesloopt             | gemaal           |      |
| Nieuwe Ziendemolen                            | Zwammerdam               | Nieuwkoop          | Zuid-Holland | achtkante bovenkruier | poldermolen        | in 1894 deels gesloopt             | afgeknotte romp  |      |
| De Noord                                      | Rotterdam                | Rotterdam          | Zuid-Holland | stellingmolen         | korenmolen         | in 1954 uitgebrand en afgebroken   | nvt              |      |
| Ondermolen 23 van de Bleiswijkse Droogmakerij | Bergschenhoek            | Lansingerland      | Zuid-Holland | achtkante bovenkruier | poldermolen        | in 1915 deels gesloopt             | afgeknotte romp  |      |
| Ondermolen v.d. Zoetermeerse Polder           | Zoetermeer               | Zoetermeer         | Zuid-Holland | achtkante grondzeiler | poldermolen        | onbekend                           | afgeknotte romp  |      |
| De Oranjeboom                                 | Leiden                   | Leiden             | Zuid-Holland | walmolen              | korenmolen         | in 1904 gesloopt                   |                  |      |
| De Oranjeboom                                 | Voorschoten              | Voorschoten        | Zuid-Holland | grondzeiler           | korenmolen         | in 1938 gesloopt                   |                  |      |
| Oude Liermolen                                | De Lier                  | Westland           | Zuid-Holland | grondzeiler           | poldermolen        | in 1929 verbouwd tot dieselgemaal  | dieselgemaal     |      |
| De Papegaey                                   | Delft                    | Delft              | Zuid-Holland | stellingmolen         | korenmolen         | in 1936 gesloopt                   | nvt              |      |
| Papemolen                                     | Voorschoten              | Voorschoten        | Zuid-Holland | grondzeiler           | poldermolen        | in 1953 gesloopt                   | onbekend         |      |
| Sluismolen                                    | Streefkerk               | Molenwaard         | Zuid-Holland | wipmolen              | poldermolen        | fundering                          | herbouw          |      |
| Venniperpoldermolen                           | Hillegom                 | Hillegom           | Zuid-Holland | grondzeiler           | poldermolen        | restant onderbouw in 2012 gesloopt | gemaal           |      |
| Het Vertrouwen                                | Delfshaven               | Rotterdam          | Zuid-Holland | stellingmolen         | voorheen moutmolen | romp                               | onbekend         |      |
| Welgelegen                                    | Hendrik-Ido-Ambacht      | Zwijndrecht        | Zuid-Holland | stellingmolen         | tras- en oliemolen | verdwenen                          | nvt              |      |
| Westbroekmolen/Zuidbuurtse Molen              | Zuidbuurt                | Zoeterwoude        | Zuid-Holland | grondzeiler           | poldermolen        | romp                               | woonhuis         |      |
| Zuid-Hoflandsche Poldermolen                  | Voorschoten              | Voorschoten        | Zuid-Holland | wipmolen              | poldermolen        | in 1927 gesloopt                   | ntv              |      |